# Мужской баскетбольный турнир первого дивизиона NCAA 1950
Мужской баскетбольный турнир первого дивизиона NCAA 1950 года (англ. 1950 NCAA Men's Division I Basketball Tournament) — турнир по олимпийской системе, в котором 8 команд определяли национального чемпиона США по баскетболу среди студенческих мужских баскетбольных команд. Турнир начался 23 марта 1950 года, а финальная игра прошла 28 марта в Нью-Йорке. В рамках турнира было сыграно 10 матчей, включая матчи за третье место в каждом регионе и матч за третье место в турнире.
В чемпионате 1950 года команда Городского колледжа Нью-Йорка, под руководством тренера Нэта Холмана, одержала победу над Брэдли со счётом 71:68. Самым выдающимся игроком турнира был назван баскетболист ГКНЙ Ирвин Дэмброт.

## Подготовка к турниру
В начале 1950-х годов в американском студенческом баскетболе существовало два основных постсезонных баскетбольных турнира — Национальный пригласительный турнир (NIT), организованный в 1938 году Столичной ассоциацией баскетбольных журналистов и проводимый Столичной межуниверситетской баскетбольной ассоциацией, а также турнир NCAA, организованный Национальной ассоциацией студенческого спорта. Причём турнир NCAA считался второстепенным соревнованием в студенческом баскетболе и проводился по региональной системе — четыре команды Запада и четыре команды Востока определяли своих победителей, которые встречались в финале. И в отличие от Национального пригласительного турнира, для участия в турнире NCAA в основном приглашались чемпионы конференций. Другим отличием двух турниров было место проведение игр. Так в NIT все игры от начала до финала игрались в «Мэдисон-сквер-гардене». В первых же турнирах NCAA финальные игры проводились в Эванстоне (штат Иллинойс), затем в Канзас-Сити (штат Миссури) и лишь с 1943 года в нью-йоркском «Мэдисон-сквер-гардене».

### Места проведения
Следующие места были выбраны для проведения турнира 1950 года:
Региональные игры
- Восточный регион, Мэдисон-сквер-гарден, Нью-Йорк (23, 24 и 25 марта)
- Западный регион, Муниципал-одиториум, Канзас-Сити, Миссури (23 и 25 марта)

Финал
- Мэдисон-сквер-гарден, Нью-Йорк (28 марта)

### Выбор команд
20 февраля 1950 года глава комитета по отбору округа № 1 турнира NCAA Рей Остинг объявил, что первой командой, получившей приглашение принять участие в турнире стала «Холи-Кросс Крузейдерс», которая впервые за последние десять лет одержала 22 победы подряд. Второй командой, получившей приглашение, стал чемпион конференции Big Ten «Огайо Стэйт Бакайс», которые закончили чемпионат с результатом 19-3, установив рекорд учебного заведения по количеству побед в сезоне. Третьим участником турнира стала команда университета штата Северной Каролины, завоевавшая титул чемпиона Южной конференции. Кроме неё на путёвку в турнир также претендовал чемпион Юго-восточной конференции и действующий победитель турнира Кентуккийский университет. И, хотя «Уайлдкэтс» показали лучший результат в чемпионате, отборочный комитет заявил, что они предлагали провести стыковую мачту между двумя командами, Кентукки отклонили это предложение, поэтому они отдали приглашение «НК Стэйт Вульфпэк». Тренер же «Уайлдкэтс» Адольф Рапп заявил, что никто не разговаривал с ним о таком матче. Путёвку от второго региона получил финалист Национального пригласительного турнира «ГКНЙ Биверс». Кроме него комитет рассматривал кандидатуры университета Ла Салля, Сент-Джонса, Дюкейна и Сиракьюз. И лишь выход «Биверс» в финал NIT склонил чашу весов в их пользу. В борьбе за путёвку от пятого региона в стыковом матче встретились чемпион конференции Missouri Valley «Брэдли Брэйвз» и чемпион конференции Big Seven «Канзас Джейхокс». В матче победу одержала команда университета Брэдли, которая присоединилась к трём другим участникам турнира NCAA от западного региона — Калифорнийскому университету в Лос-Анджелесе, университету Бригама Янга и университету Бэйлора.

#### Команды
| Регион    | Команда     | Тренер          | Итоговое место               |
| --------- | ----------- | --------------- | ---------------------------- |
| Восточный |             |                 |                              |
| Восточный | Огайо Стэйт | Типпи Дай       | Региональное третье место    |
| Восточный | Холи-Кросс  | Бастер Шири     | Региональное четвёртое место |
| Восточный | НК Стэйт    | Эверетт Кейс    | Третье место                 |
| Восточный | ГКНЙ        | Нэт Холман      | Чемпион                      |
| Западный  |             |                 |                              |
| Западный  | Бэйлор      | Билл Хенденрсон | Четвёртое место              |
| Западный  | Брэдли      | Форди Андерсон  | Финалист                     |
| Западный  | Бригам Янг  | Стэн Уоттс      | Региональное третье место    |
| Западный  | УКЛА        | Джон Вуден      | Региональное четвёртое место |

## Ход турнира

### Региональные полуфиналы

#### Восток
| 23 марта 1950 |                                  | ГКНЙ Биверс | 56:55        | Огайо Стэйт Бакайс | Мэдисон-сквер-гарден, Нью-Йорк Зрителей: 18 000 |
| 23 марта 1950 | Счёт по половинам: 40:40, 16:15. |             |              |                    | Мэдисон-сквер-гарден, Нью-Йорк Зрителей: 18 000 |
| 23 марта 1950 | Лейн 17                          | Очки        | Шниткер 26   |                    | Мэдисон-сквер-гарден, Нью-Йорк Зрителей: 18 000 |
| 23 марта 1950 | Дэмброт 5                        | Передачи    | Буркхолдер 6 |                    | Мэдисон-сквер-гарден, Нью-Йорк Зрителей: 18 000 |

В матче против Огайо «Биверс» считались фаворитом с преимуществом в 31⁄2 очка.
«Огайо Стэйт Бакайс» практиковали плотную зонную защиту, не давая сопернику проходить под кольцо, сами же быстро уходили в атаку, набирая очки благодаря члену всеамериканской сборной Дику Шнитткеру и Бобу Донэму. В первой половине матча ни одна из команд не сумела захватить преимущество и к перерыву счёт на табло был равным 40:40. В начале второй половины «Биверс» ушли в отрыв на три очка после чего сменили тактику. Команда перестала бросать мяч с дальней дистанции, а перепасовывала его по периметру, пытаясь растянуть зонную защиту, чтобы можно было передать мяч под кольцо. Однако игроки «Бакайс» продолжали держать зону. Это вынудило игроков ГКНЙ Лейна и Магера сделать несколько бросков с дальней дистанции и, хотя часть из них была успешной, их соперники также удачно проводили свои атаки и разрыв в счёте так и продолжал держаться в районе двух очков. На помощь игрокам Городского колледжа пришло экспериментальное правило последних двух минут встречи. Поэтому «Бакайс» чтобы догнать «Биверс» вынуждены были прессинговать соперника, чтобы тот совершил ошибку и сделал потерю. Это и произошло. За минуту до конца Уорнер нарушил правило трёх секунд и мяч перешёл к «Огайо Стэйт». Однако им не удалось удачно завершить своё владение и после ряда ещё нескольких ошибок с обеих сторон финальный свисток зафиксировал конечный счёт 56:55.
| 23 марта 1950 |                                  | НК Стэйт Вульфпэк | 87:74    | Холи-Кросс Крузейдерс | Мэдисон-сквер-гарден , Нью-Йорк Зрителей: 18 000 |
| 23 марта 1950 | Счёт по половинам: 44:29, 43:45. |                   |          |                       | Мэдисон-сквер-гарден , Нью-Йорк Зрителей: 18 000 |
| 23 марта 1950 | Ранзино 32                       | Очки              | Коузи 24 |                       | Мэдисон-сквер-гарден , Нью-Йорк Зрителей: 18 000 |
| 23 марта 1950 | Хэранд 7                         | Передачи          | Коузи 5  |                       | Мэдисон-сквер-гарден , Нью-Йорк Зрителей: 18 000 |

В игре «Холи-Кросс Крузейдерс» против «НК Стэйт Вульфпэк» последние, ведомые своими лидерами Сэмом Ранзино и Диком Дики, полностью обыграли своих оппонентов и вывели «Вульфпэк» в полуфинал турнира. Сам Ранзино набрал в матче 32 очка и установил новый рекорд турнира, превзойдя на одно очко достижение 1941 года игрока Северной Каролины Джорджа Глэмака. «Крузейдерс» же во главе с членом всеамериканской сборной Бобом Коузи не смогли удачно закрыть лидеров своих соперником, а сам Коузи был далёк от своей среднестатистической игры. В первой половине он реализовал всего две из 26 попыток, хотя показал хорошую игру на подборе. Всего же Боб реализовал 11 из 38 попыток с игры и набрал 24 очка. Ещё один игрок Холи-Кросс выпускник Боб Макмаллен вообще не набрал ни одного очка в матче, а во второй четверти покинул площадку из-за перебора фолов. Кроме Коузи в игре «Крузейдерс» выделялись только Боб Макларнон и Формон, набравший 17 очков. В самом же матче «Вульфпэк» уже с самого начала оторвались от своих соперников и первая половина закончилась со счётом 44:29. В начале второй четверти Коузи реализовал пять бросков, сократив разрыв до двух очков, однако затем «Вульфпэк» набрали 12 безответных очков и окончательно оторвались от Холи-Кросс.
По окончании матчи игроки «Вульфпэк» срезали сетку с кольца, впервые в играх турнира NCAA отпраздновав свою победу таким образом.

#### Запад
| 23 марта 1950 |                                  | Бэйлор Беарз | 56:55     | Бригам Янг | Муниципал-одиториум, Канзас Сити Зрителей: 10 700 |
| 23 марта 1950 | Счёт по половинам: 25:26, 48:33. |              |           |            | Муниципал-одиториум, Канзас Сити Зрителей: 10 700 |
| 23 марта 1950 | Хитингтон 21                     | Очки         | Минсон 19 |            | Муниципал-одиториум, Канзас Сити Зрителей: 10 700 |

Несмотря на то, что фаворитом в матче между «Бэйлор Беарз» и «Бригам Янг Кугарз» считались последние с форой в 6 очков, игра запомнилась упорной борьбой двух команд и невероятной концовкой. В матче представителя Юго-западной конференции «Беарз» и чемпиона конференции Skyline Six «Кугарз» на протяжении всего матча шла равная борьба. В конце первой половины Бригам Янг лидировали с разницей всего в одно очко — 26:25. «Кугарз» сохраняли преимущество почти до самого конца матча, лидируя за две минуты до финального свистка на четыре очка. Однако усилиями своего лучшего нападающего Хитингтона, набравшего в матче 21 очко, «Беарз» менее чем за минуту до конца сумели выйти вперед — 54:52. Игроку «Кугарз» Джеральду Коббу удалось сравнять счёт, а затем, реализовав штрафной бросок вывести свою команду вперед. Финальный же счёт установил Хитингтон, на котором на последних секундах сфолил Джек Уиппл, и который успешно выполнил штрафные броски.
| 23 марта 1950 |                                  | Брэдли Брэйвз | 73:59            | УКЛА Брюинз | Муниципал-одиториум, Канзас Сити Зрителей: 10 700 |
| 23 марта 1950 | Счёт по половинам: 33:33, 40:26. |               |                  |             | Муниципал-одиториум, Канзас Сити Зрителей: 10 700 |
| 23 марта 1950 | Мельхиорр 19                     | Очки          | Сойер, Станич 14 |             | Муниципал-одиториум, Канзас Сити Зрителей: 10 700 |

Фаворитом в матче между «Брэдли Брэйвз» и «УКЛА Брюинз» считалась лучшая команда регулярного чемпионата «Брэйвз» с форой в 51⁄2 очка.
Вначале игры «Брэйвз» удалось ненамного оторваться от своего соперника. Это привело к тому, что уже через девять минут после начала тренер УКЛА заменил Герри Нормана на Ральфа Джокелла, чья хорошая игры позволила его команде не только сравнять счёт, но и даже выйти вперед. Чтобы противостоять новой угрозе тренер «Брэйвз» Форрест Андерсон сделал ряд перестановок, чтобы его лучшие защитники стали опекать Джокела. Это сразу же принесло пользу и в первой четверти Ральф не набрал больше ни одного очка. На перерыв же команды ушли с равным счётом 33:33. В начале второй половины УКЛА ушли в отрыв благодаря усилиям Джорджа Станича и Эдди Шелдрейка и за пять минут до конца «Брюинз» опережали соперника на пять очков. Считая, что сделали достаточный задел для победу «Брюинз» перестали атаковать кольцо, водя мяч по площадке и перепасовывая его между собой. Однако «Брэйвз» не собирались сдаваться. Вначале Билл Мэнн забил мяч с игры и два штрафных броска, а затем и Пол Анрух точным двухочковым попаданием вывел свою команду вперед — 58:57. Оставшиеся время Брэдли полностью доминировали на площадке, забив в общей сложности за пять последних минут 23 очка (13 из которых они набрали со штрафной линии), когда их соперники набрали всего два. Кроме того, Андерсон трижды отказывался от выполнения штрафных бросков, выбирая вместо этого владение мячом. Брэдли же в последние пять минут лишились троих игроков из-за перебора фолов — Карла Краушара, Шелдрейка и Станича.

### Региональные финалы
| 25 марта 1950 |                                  | ГКНЙ Биверс | 78:73      | НК Стэйт Вульфпэк | Мэдисон-сквер-гарден , Нью-Йорк Зрителей: 18 000 |
| 25 марта 1950 | Счёт по половинам: 38:37, 40:36. |             |            |                   | Мэдисон-сквер-гарден , Нью-Йорк Зрителей: 18 000 |
| 25 марта 1950 | Роман 21                         | Очки        | Ранзино 24 |                   | Мэдисон-сквер-гарден , Нью-Йорк Зрителей: 18 000 |
| 25 марта 1950 | Лейн 9                           | Передачи    | Дики 6     |                   | Мэдисон-сквер-гарден , Нью-Йорк Зрителей: 18 000 |

В финале Восточной конференции встретились Городской колледж Нью-Йорка и Университет штата Северной Каролины. Перед началом матча специалисты отдавали предпочтение ГКНЙ, считая, что те одержат победу с разницей в четыре очка. Ожидалось противостояние «роста против скорости», а тренер Северной Каролины Эверетт Кейс перед матчем сказал, что его команда сможет победить, если «будет поддерживать темп».
Игра шла на равных и по ходу матча счёт сравнивался 14 раз. Основной проблемой для «Биверс» был лучший игрок «Вульфпэк» Ранзино, который в начале второй половины набрал 16 очков. За две минут до конца матча, когда наступало правило «двух последних минут», ГКНЙ лидировал с отрывом в три очка и планировал играть на удержания мяча. Однако Ронни Наделл сфолил против Дика Дики и, хотя тот не попал штрафные очки, спустя четыре секунды забросил мяч с игры и сократил отставание до одного очка — 72:71. К концу игры из-за перебора фолов площадку покинули самые результативные игроки Северной Каролины Ранзино, Дикки и Уоррен Карьтье, а также представитель Городского колледжа — Роман. На последних минутах матча «Биверс» удалось оторваться от соперника и одержать победу со счётом 78:73.
| 25 марта 1950 |                                  | Брэдли Брэйвз | 68:66        | Бэйлор Беарз | Муниципал-одиториум, Канзас-Сити Зрителей: 10 700 |
| 25 марта 1950 | Счёт по половинам: 35:32, 33:34. |               |              |              | Муниципал-одиториум, Канзас-Сити Зрителей: 10 700 |
| 25 марта 1950 | Мэнн, Гровер 13                  | Очки          | Хитингтон 26 |              | Муниципал-одиториум, Канзас-Сити Зрителей: 10 700 |

В финале Западного региона встретились Университет Брэдли и Университет Бэйлора. В первой половине матча шла плотная борьба и ни одна из команд не могла оторваться от соперника. Ещё до перерыва счёт сравнивался восемь раз, однако в конце первой половины «Брэйвз» удалось немного оторваться от соперника и уйти на перерыв с преимуществом в три очка — 35:32. Во второй половине команды вновь показали равную игру и лишь за семь с половиной минут до конца матча, после счёта 55:55 «Брэйвз» благодаря успешным действиям своих лидеров Джина Мельхиорра, Эла Прайса и Бада Гровера удалось оторваться о Беарз. Звезде Бэйлора Дону Хитингтону, ставшему самым результативным игроком матча с 26 очками, на последних минутах удалось сократить разрыв до минимума, однако за три с половиной минуты до конца матча игроки Брэдли стали играть на удержание мяча и, в итоге, одержали победу над «Беарз» со счётом 68:66. Самыми же результативными игроками Брэдли стали Мэнн и Гровер с 13 очками.

### Национальный финал
| 28 марта 1950 |                                  | ГКНЙ Биверс | 71:68        | Брэдли Брэйвз | Мэдисон-сквер-гарден , Нью-Йорк Зрителей: 18 000 |
| 28 марта 1950 | Счёт по половинам: 39:32, 32:36. |             |              |               | Мэдисон-сквер-гарден , Нью-Йорк Зрителей: 18 000 |
| 28 марта 1950 | Дэмброт 15                       | Очки        | Мельхиорр 16 |               | Мэдисон-сквер-гарден , Нью-Йорк Зрителей: 18 000 |
| 28 марта 1950 | Лейн 4                           | Передачи    | Мельхиорр 5  |               | Мэдисон-сквер-гарден , Нью-Йорк Зрителей: 18 000 |

В финальном матче турнира NCAA 1950 года встретились те же команды, что и в финале другого студенческого турнира — Национального пригласительного турнира. В том матче Городской колледж одержал победу над своим соперником со счётом 69:61 и впервые в своей истории завоевал чемпионский титул. Несмотря на эту победу, многие считали, что игрокам «Биверс» повезло в том матче и фаворитом в финале турнира NCAA считалась команда университета Брэдли.
В матча Брэдли использовали тактику зонной защиты. ГКНЙ всё же удалось захватить преимущество в начале матча и закончить первую половину с преимуществом — 39:32. После перерыва Брэдли вернулся к личной опеки, но «Биверс» продолжили наращивать отрыв, вынудив соперника начать прессинг по всей площадке. Эта тактика начала приносить плоды и разрыв в счёте стал сокращаться и за сорок секунд до конца дошёл до всего одного очка — 69:68. У Брэдли был шанс выйти вперёд, но бросок Мельхиорра на последних секундах игры заблокировал Дэмброт, после чего передал мяч вперёд на Магера, который и установил финальный счёт − 71:68.

## Место в истории и оценка турнира
«ГКНЙ Биверс» стала первой и единственной в истории американского студенческого баскетбола командой, которой удалось в одном сезоне выиграть два постсезонных турнира — Национальный пригласительный турнир и турнир NCAA. Ранее лишь четыре команды могли рассчитывать на такое достижение, но ни одной из них оно не покорилось. В 1940 году Колорадский университет стал победителем NIT, но проиграл в финале западной конференции турнира NCAA Южной Калифорнии. В том же году университет Дюкейн проиграл Колорадо в финале NIT и Индиане в финале восточной конференции турнира NCAA. В 1944 году университет Юты стал победителем NCAA, но проиграл Кентукки в NIT. Кентукки же стали победителями турнира NCAA 1949 года, но не смогли пройти дальше первого раунда в NIT. «ГКНЙ Биверс» же по ходу регулярного чемпионата выиграли 17 матчей, проиграли 5 и с трудом попали в постсезонные игры. И первоначально никто всерьёз не рассматривал их шансы на победу в турнирах и команда считалась «тёмной лошадкой». Победа же Городского колледжа в двух турнирах принесла ей славу команды-золушки, которая появилась из ниоткуда и одержала победу во всех 7 постсезонных играх над лучшими командами чемпионата.
На следующий день после победы «Биверс» в турнире около 2000 студентов прошли маршем от Школы бизнеса до основного кампуса Городского колледжа, где их уже ждало ещё несколько тысяч человек и где были устроены празднования, в которых участвовали не только студенты, но и преподаватели и руководство учебного заведения. Чтобы любой желающий мог присутствовать, были отменены дневные занятия, а колокол на башне главного здания кампуса, который использовали только в экстраординарных случаях, звонил в течение пяти минут. Президент колледжа Гарри Н. Райт в своей речи сказал:
Это один из величайших дней в моей жизни. Эта команда пришла сюда учиться, а не играть в баскетбол. Я горд за эту команду и то, что она сделала для нашего колледжа. Я бы хотел подчеркнуть, что они не получают стипендию, чтобы играть в баскетбол, и их не приглашали сюда для этого. Я особенно горжусь их высоким академическим уровнем.
В подтверждении его слов Норман Магер пришёл лишь на последних минутах церемонии, так как сдавал промежуточные экзамены в колледже. На следующий день празднования продолжились в Театре Паулины Эдвардс, где собралось около 2500 человек, а расписание занятий вновь изменили, увеличив дневной перерыв на час. 6 апреля члены баскетбольной команды были приглашены на приём к Президенту Боро Роберту Вагнеру, где им вручили выгравированные свитки, а Нэт Холман стал почётным заместителем комиссара Боро Манхэттена.
В своей статье о победе Городского колледжа в турнире NCAA Daily Boston Globe написали, что своей победой в двух турнирах «Биверс» «завершили одну из наиболее невероятных саг в истории студенческого баскетбола». И тот факт, что члены баскетбольной команды пришли в университет в первую очередь учиться, делал их достижение ещё более существенным. Победа еврейско-негритянской команды показала, что любой человек, даже «дети эмигрантов и потомки рабов» имеют шанс проявить себя на общенациональном уровне. New York Times назвали победу Городского колледжа «доказательством демократических процессов». Тренер Сент-Джонс Фрэнк Макгвайр рассказал, что болел за «Биверс» в турнире NCAA и по его мнение тот факт, что команда, в составе которой были только местные игроки, сумела победить в двух турнирах, свидетельствует о высоком качестве нью-йоркского баскетбола. «Биверс» отличались крепкой защитой, энергией, точными передачами и игрой, нацеленной на быстрый прорыв. И по мнению Неда Айриша была «лучшим набором игроков, который когда либо собирался в нью-йоркском университете» и, возможно, «лучшей студенческой командой всех времён».
В 2012 году Том Хагер в своей книге «The Ultimate Book of March Madness» включил финальный матч турнира NCAA ГКНЙ против Брэдли в список «100 лучших матчей в истории турнира NCAA», поставив его на 62 место. Автор «The 100 Greatest Days in New York Sports» Стюарт Миллер поставил победу «Биверс» в турнире NCAA и завоевание второго постсезонного титула на 14 место в списке «100 величайших дней нью-йоркского спорта».

## Турнирная сетка
|  | Четвертьфиналы | Четвертьфиналы | Четвертьфиналы | Четвертьфиналы | Четвертьфиналы | Четвертьфиналы | Четвертьфиналы | Четвертьфиналы | Четвертьфиналы | Четвертьфиналы |          |        | Полуфиналы | Полуфиналы | Полуфиналы | Полуфиналы        | Полуфиналы        | Полуфиналы        | Полуфиналы        | Полуфиналы        | Полуфиналы        | Полуфиналы        |                   |                   | Финал             | Финал    | Финал    | Финал    | Финал    | Финал    | Финал    | Финал    | Финал    | Финал |
|  |                |                |                |                |                |                |                |                |                |                |          |        |            |            |            |                   |                   |                   |                   |                   |                   |                   |                   |                   |                   |          |          |          |          |          |          |          |          |       |
|  |                | ГКНЙ           | ГКНЙ           | ГКНЙ           | ГКНЙ           | ГКНЙ           | ГКНЙ           | ГКНЙ           | ГКНЙ           | 56             |          |        |            |            |            |                   |                   |                   |                   |                   |                   |                   |                   |                   |                   |          |          |          |          |          |          |          |          |       |
|  |                | ГКНЙ           | ГКНЙ           | ГКНЙ           | ГКНЙ           | ГКНЙ           | ГКНЙ           | ГКНЙ           | ГКНЙ           | 56             |          |        |            |            |            |                   |                   |                   |                   |                   |                   |                   |                   |                   |                   |          |          |          |          |          |          |          |          |       |
|  |                | Огайо Стэйт    | Огайо Стэйт    | Огайо Стэйт    | Огайо Стэйт    | Огайо Стэйт    | Огайо Стэйт    | Огайо Стэйт    | Огайо Стэйт    | 55             |          |        |            |            |            |                   |                   |                   |                   |                   |                   |                   |                   |                   |                   |          |          |          |          |          |          |          |          |       |
|  |                | Огайо Стэйт    | Огайо Стэйт    | Огайо Стэйт    | Огайо Стэйт    | Огайо Стэйт    | Огайо Стэйт    | Огайо Стэйт    | Огайо Стэйт    | 55             | ГКНЙ     | ГКНЙ   | ГКНЙ       | ГКНЙ       | ГКНЙ       | ГКНЙ              | ГКНЙ              | ГКНЙ              | 78                |                   |                   |                   |                   |                   |                   |          |          |          |          |          |          |          |          |       |
|  |                |                |                |                |                |                |                |                |                |                | ГКНЙ     | ГКНЙ   | ГКНЙ       | ГКНЙ       | ГКНЙ       | ГКНЙ              | ГКНЙ              | ГКНЙ              | 78                |                   |                   |                   |                   |                   |                   |          |          |          |          |          |          |          |          |       |
|  |                |                |                | НК Стэйт       | НК Стэйт       | НК Стэйт       | НК Стэйт       | НК Стэйт       | НК Стэйт       | НК Стэйт       | НК Стэйт | 73     |            |            |            |                   |                   |                   |                   |                   |                   |                   |                   |                   |                   |          |          |          |          |          |          |          |          |       |
|  |                | НК Стэйт       | НК Стэйт       | НК Стэйт       | НК Стэйт       | НК Стэйт       | НК Стэйт       | НК Стэйт       | НК Стэйт       | НК Стэйт       | НК Стэйт | 73     | 87         |            |            |                   |                   |                   |                   |                   |                   |                   |                   |                   |                   |          |          |          |          |          |          |          |          |       |
|  |                | НК Стэйт       | НК Стэйт       | НК Стэйт       | НК Стэйт       | НК Стэйт       | НК Стэйт       | НК Стэйт       | НК Стэйт       |                |          |        | 87         |            |            |                   |                   |                   |                   |                   |                   |                   |                   |                   |                   |          |          |          |          |          |          |          |          |       |
|  |                | Холи-Кросс     | Холи-Кросс     | Холи-Кросс     | Холи-Кросс     | Холи-Кросс     | Холи-Кросс     | Холи-Кросс     | Холи-Кросс     | 74             |          |        |            |            |            |                   |                   |                   |                   |                   |                   |                   |                   |                   |                   |          |          |          |          |          |          |          |          |       |
|  |                |                |                |                |                |                |                |                |                |                |          |        |            | ГКНЙ       | ГКНЙ       | ГКНЙ              | ГКНЙ              | ГКНЙ              | ГКНЙ              | ГКНЙ              | ГКНЙ              | 71                |                   |                   |                   |          |          |          |          |          |          |          |          |       |
|  |                |                |                |                |                |                |                |                |                |                |          |        |            |            |            |                   |                   |                   |                   |                   |                   |                   |                   |                   |                   |          |          |          |          |          |          |          |          |       |
|  |                |                |                | Брэдли         | Брэдли         | Брэдли         | Брэдли         | Брэдли         | Брэдли         | Брэдли         | Брэдли   | 68     |            |            |            |                   |                   |                   |                   |                   |                   |                   |                   |                   |                   |          |          |          |          |          |          |          |          |       |
|  |                | Бэйлор         | Бэйлор         | Бэйлор         | Бэйлор         | Бэйлор         | Бэйлор         | Бэйлор         | Бэйлор         | Брэдли         | Брэдли   | 68     | 56         |            |            |                   |                   |                   |                   |                   |                   |                   |                   |                   |                   |          |          |          |          |          |          |          |          |       |
|  |                | Бэйлор         | Бэйлор         | Бэйлор         | Бэйлор         | Бэйлор         | Бэйлор         | Бэйлор         | Бэйлор         |                |          |        | 56         |            |            |                   |                   |                   |                   |                   |                   |                   |                   |                   |                   |          |          |          |          |          |          |          |          |       |
|  |                | Бригам Янг     | Бригам Янг     | Бригам Янг     | Бригам Янг     | Бригам Янг     | Бригам Янг     | Бригам Янг     | Бригам Янг     | 55             |          |        |            |            |            |                   |                   |                   |                   |                   |                   |                   |                   |                   |                   |          |          |          |          |          |          |          |          |       |
|  |                | Бригам Янг     | Бригам Янг     | Бригам Янг     | Бригам Янг     | Бригам Янг     | Бригам Янг     | Бригам Янг     | Бригам Янг     | 55             | Бэйлор   | Бэйлор | Бэйлор     | Бэйлор     | Бэйлор     | Бэйлор            | Бэйлор            | Бэйлор            | 66                |                   |                   |                   |                   |                   |                   |          |          |          |          |          |          |          |          |       |
|  |                |                |                |                |                |                |                |                |                |                | Бэйлор   | Бэйлор | Бэйлор     | Бэйлор     | Бэйлор     | Бэйлор            | Бэйлор            | Бэйлор            | 66                |                   |                   |                   |                   |                   |                   |          |          |          |          |          |          |          |          |       |
|  |                |                |                | Брэдли         | Брэдли         | Брэдли         | Брэдли         | Брэдли         | Брэдли         | Брэдли         | Брэдли   | 68     |            |            |            |                   |                   |                   |                   |                   |                   |                   |                   |                   |                   |          |          |          |          |          |          |          |          |       |
|  |                | Брэдли         | Брэдли         | Брэдли         | Брэдли         | Брэдли         | Брэдли         | Брэдли         | Брэдли         | Брэдли         | Брэдли   | 68     | 73         |            |            | Матч за 3-е место | Матч за 3-е место | Матч за 3-е место | Матч за 3-е место | Матч за 3-е место | Матч за 3-е место | Матч за 3-е место | Матч за 3-е место | Матч за 3-е место | Матч за 3-е место |          |          |          |          |          |          |          |          |       |
|  |                | Брэдли         | Брэдли         | Брэдли         | Брэдли         | Брэдли         | Брэдли         | Брэдли         | Брэдли         |                |          |        | 73         |            |            | Матч за 3-е место | Матч за 3-е место | Матч за 3-е место | Матч за 3-е место | Матч за 3-е место | Матч за 3-е место | Матч за 3-е место | Матч за 3-е место | Матч за 3-е место | Матч за 3-е место |          |          |          |          |          |          |          |          |       |
|  |                | УКЛА           | УКЛА           | УКЛА           | УКЛА           | УКЛА           | УКЛА           | УКЛА           | УКЛА           | 59             |          |        |            |            |            |                   |                   |                   |                   |                   |                   |                   |                   |                   |                   |          |          |          |          |          |          |          |          |       |
|  |                | УКЛА           | УКЛА           | УКЛА           | УКЛА           | УКЛА           | УКЛА           | УКЛА           | УКЛА           | 59             |          |        |            |            |            |                   |                   |                   |                   |                   |                   |                   |                   |                   |                   |          |          |          |          |          |          |          |          |       |
|  |                |                |                |                |                |                |                |                |                |                |          |        |            |            |            |                   |                   |                   |                   |                   |                   |                   |                   |                   | НК Стэйт          | НК Стэйт | НК Стэйт | НК Стэйт | НК Стэйт | НК Стэйт | НК Стэйт | НК Стэйт | НК Стэйт | 53    |
|  |                |                |                |                |                |                |                |                |                |                |          |        |            |            |            |                   |                   |                   |                   |                   |                   |                   |                   |                   | НК Стэйт          | НК Стэйт | НК Стэйт | НК Стэйт | НК Стэйт | НК Стэйт | НК Стэйт | НК Стэйт | НК Стэйт | 53    |
|  |                |                |                |                |                |                |                |                |                |                |          |        |            |            |            |                   |                   |                   |                   |                   |                   |                   |                   |                   | Бэйлор            | Бэйлор   | Бэйлор   | Бэйлор   | Бэйлор   | Бэйлор   | Бэйлор   | Бэйлор   | Бэйлор   | 41    |
|  |                |                |                |                |                |                |                |                |                |                |          |        |            |            |            |                   |                   |                   |                   |                   |                   |                   |                   |                   | Бэйлор            | Бэйлор   | Бэйлор   | Бэйлор   | Бэйлор   | Бэйлор   | Бэйлор   | Бэйлор   | Бэйлор   | 41    |

### Игры за региональные третьи места
|  | Региональное третье место Востока |             |             |             |             |             |             |             |             |    |
|  |                                   |             |             |             |             |             |             |             |             |    |
|  | Огайо Стэйт                       | Огайо Стэйт | Огайо Стэйт | Огайо Стэйт | Огайо Стэйт | Огайо Стэйт | Огайо Стэйт | Огайо Стэйт | Огайо Стэйт | 72 |
|  | Огайо Стэйт                       | Огайо Стэйт | Огайо Стэйт | Огайо Стэйт | Огайо Стэйт | Огайо Стэйт | Огайо Стэйт | Огайо Стэйт | Огайо Стэйт | 72 |
|  | Холи-Кросс                        | Холи-Кросс  | Холи-Кросс  | Холи-Кросс  | Холи-Кросс  | Холи-Кросс  | Холи-Кросс  | Холи-Кросс  | Холи-Кросс  | 52 |
|  | Холи-Кросс                        | Холи-Кросс  | Холи-Кросс  | Холи-Кросс  | Холи-Кросс  | Холи-Кросс  | Холи-Кросс  | Холи-Кросс  | Холи-Кросс  | 52 |

|  | Региональное третье место Запада |            |            |            |            |            |            |            |            |    |
|  |                                  |            |            |            |            |            |            |            |            |    |
|  | Бригам Янг                       | Бригам Янг | Бригам Янг | Бригам Янг | Бригам Янг | Бригам Янг | Бригам Янг | Бригам Янг | Бригам Янг | 83 |
|  | Бригам Янг                       | Бригам Янг | Бригам Янг | Бригам Янг | Бригам Янг | Бригам Янг | Бригам Янг | Бригам Янг | Бригам Янг | 83 |
|  | УКЛА                             | УКЛА       | УКЛА       | УКЛА       | УКЛА       | УКЛА       | УКЛА       | УКЛА       | УКЛА       | 62 |
|  | УКЛА                             | УКЛА       | УКЛА       | УКЛА       | УКЛА       | УКЛА       | УКЛА       | УКЛА       | УКЛА       | 62 |